# Antonius Geurts
Antonius Geurts, detto Toon (Veldhoven, 29 febbraio 1932 – Veldhoven, 5 ottobre 2017), è stato un canoista olandese.

## Palmarès

### Olimpiadi
- 1 medaglia:
  - 1 argento (Tokyo 1964 nel K-2 1000 metri)